# Прюдон, Пьер Поль
Пьер-Поль Прюдо́н (фр. Pierre Paul Prud’hon, 4 апреля 1758, Клюни — 14 февраля 1823, Париж) — французский живописец и график, один из основных парижских художников эпохи Революции и Первой империи, представитель живописи предромантизма. Член Академии изящных искусств Института Франции по классу живописи (с 1816; на кресле № 2).

## Биография
Пьер-Поль Прюдон родился 4 апреля 1758 года в небольшом городке Клюни (южная Бургундия, Франция) и был седьмым и последним ребёнком Кристофа Прюдона, мастера-каменщика, и Франсуазы Пиремоль. Замеченный священником Сен-Марселя аббатом Бессоном, он был направлен на обучение к монахам Клюни.
В шестнадцать лет ему была предоставлена стипендия для обучения в школе живописи в Дижоне. В 1776 году он потерпел неудачу на соискание Римской премии, организованной провинцией Бургундия, но получил первую премию за живопись на ежегодном конкурсе Школы. До 1778 года он учился у Франсуа Девожа, директора школы, чьи работы, вдохновлённые произведениями Эдме Бушардона и Жана-Батиста Грёза, повлияли на его первые произведения.
В девятнадцать лет, 17 февраля 1778 года, он женился на Жанне Пенне, дочери нотариуса. Этот брак был не очень счастливым, но 26 февраля 1778 года у него родился первый сын Жан, который также стал живописцем и гравёром.
В 1780—1783 годах Прюдон продолжил обучение в Париже, в Королевской академии живописи и скульптуры. Он подружился с Максимильеном де Робеспьером. По свидетельству братьев Гонкуров, в 1781 году он написал своё имя «Прюдон» и принял «Поль» в качестве второго имени в честь великого живописца Рубенса.
В 1782 году Пьер Прюдон завоевал Римскую премию и получил возможность отправиться на учёбу в Италию. 3 января 1783 года он прибыл в Рим со своим товарищем Пьером Петито. Более четырёх лет, в 1784—1789 годах, Прюдон путешествовал по Апеннинскому полуострову. Значительное впечатление на художника произвели работы Леонардо да Винчи и Антонио да Корреджо. Однако, несмотря на заботу кардинала де Берни и его друзей Кановы и Катрмера-де-Кенси, он жил в одиночестве, в меланхолии. Заболев, он был вынужден вернуться в Бургундию.
В знак уважения к семье Конде, которая тогда управляла Бургундией, он создал свою первую крупную композицию для Дворца Сословий в Дижоне «Слава Бургундии», своеобразную интерпретацию росписи потолка Палаццо Барберини работы Пьетро да Кортона. Он зарабатывал на жизнь портретами и иллюстрациями для издателя и печатника Пьера Дидо, для изданий «Новая Элоиза» Жана-Жака Руссо и романа Лонга «Дафнис и Хлоя». Тем не менее, Прюдо бедствовал. Художница Констанция Майер, ученица Суве и Грёза, стала его спутницей и воспитала сыновей. Она сотрудничала с ним в нескольких проектах и выполнила работы по этюдам и эскизам Прюдона, которые выставляла в Парижском салоне с 1804 по 1819 год.
После прихода к власти Наполеона Прюдон много работал при Императорском дворе, ему покровительствовала императрица Жозефина, вторая жена Наполеона Мария-Луиза Австрийская заказывала картины у Прюдона. В 1808 году Прюдон написал картину «Справедливость и божественная месть, преследующая преступление» и 22 октября 1808 года был удостоен звания кавалера ордена Почётного легиона. В 1811 году он был назначен профессором рисунка.
В 1816 году он был избран членом новой Академии изящных искусств по классу живописи. Падение империи ознаменовала конец счастливых лет художника. 26 мая 1821 года Констанция Майер в депрессии из-за отказа Прюдона заключить с ней брак покончила с собой. Боль Прюдона была сильна; он закончил оставленную ей незавершённой картину «Несчастная семья» и выставил её в салоне 1822 года. Его последняя важная работа «Душа, разрывающая узы, привязывающие её к земле», осталась незаконченной.
Пьер-Поль Прюдон умер в 1823 году и был похоронен в Париже на кладбище Пер-Лашез рядом с Констанс Майер.

## Характеристика творчества
Наиболее значительные произведения художника относятся к концу XVIII — началу XIX века, периодам французского предромантизма и ампира. В основном это картины на мифологические и аллегорические сюжеты, романтические портреты, а также работы морализующего характера. В творчестве Прюдона черты позднего классицизма сочетаются с грацией и мягкостью, в том числе сфумато, заимствованном у Леонардо да Винчи во время итальянского путешествия.
Продолжая традиции французского рококо, Прюдон „своей эмоциональностью, склонностью к эффектам светотени, ночным сценам, воздушной трактовке форм“ создавал новые эстетические концепции, являясь своеобразным предвестником зарождающегося романтизма».
В санкт-петербургском Эрмитаже хранятся пять картин Пьера Поля Прюдона.

## Галерея
- Смерть Виалы. Холст, масло. Музей изобразительных искусств, Лион
- Девушка, выглядывающая из окна. Холст, масло. Музей Боуз, Барнард-Касл, Великобритания
- Гений мира. Между 1775 и 1825. Холст, масло. Лувр, Париж
- Правосудие и Божественное возмездие, преследующие Преступление. 1808. Холст, масло. Лувр, Париж
- Союз любви и дружбы. Ок. 1793. Холст, масло. Миннеаполисский институт искусства, Миннесота, США
- Портрет императрицы Жозефины Богарне. 1805. Холст, масло. Лувр, Париж
- Портрет Рутгера Яна Шиммельпеннинка и его семьи. Между 1801 и 1802. Холст, масло. Рейксмюсеум, Амстердам
- Императрица Мария Луиза, королева Италии. Холст, масло. Музей изящных искусств, Шартр

## Наиболее известные произведения
- Сен-Жюст. 1793. Музей изящных искусств, Лион
- Мадам Антони с детьми. 1796. Музей изящных искусств, Лион
- Мудрость и Истина, сходящие на землюю 1799. Лувр, Париж
- Триумф Бонапарта. 1800. Музей изящных искусств, Лион
- Невинность, предпочитающая Любовь Богатству. 1804. Государственный Эрмитаж, Санкт-Петербург
- Портрет Жозефины Богарне. 1805. Лувр, Париж
- Диана, умоляющая Юпитера. Роспись плафона. 1808. Лувр, Париж
- Психея, уносимая зефирами. 1808. Лувр, Париж
- Правосудие и Божественное возмездие, преследующие Преступление. 1808. Лувр, Париж
- Портрет императрицы Марии Луизы. 1811. Лувр, Париж
- Мадам Жарр. 1822. Лувр, Париж